# Hynek z Vlašimi
Hyněk z Vlašimi, starší byl synem šlechtice Markvarta z Vlašimi. V roce 1318 postavil Hyněk starší ve Vlašimi opevněný hrad. Hynkovými bratry byli Jaroš a Maršík, kteří bojovali za Lucemburského krále Jana, a Zdeněk, který byl římskokatolickým knězem v klášteře v Zábrdovicích. Dcerou Hyňka staršího byla Hedvika a jeho syny byli Beneš, Jiří který byl knězem v Horním Cerekevě, a Hyněk mladší, který byl Opatem laikem v klášteře v Zábrdovicích.
Po smrti opata Bohumíra si na začátku 1347 zvolila většina zábrdovického konventu za opata Heřmana z Rennenberka. Tuto volbu však neschválil strahovský opat a dosadil do opatské funkce želivského řeholního kanovníka Hynka z Vlašimi, člena želivského kláštera. Členové zábrdovického konventu se snažili o Hynkovo sesazení až u papeže Klimenta VI, poukazovali na jeho mládí a lehkovážné nakládání s majetkem kláštera. To se jim však nepodařilo. Naopak, spory uvnitř kláštera vedly v následujícím období k získávání většího vlivu světských osob na chod kláštera. Hynek se nakonec funkce opata vzdal v dubnu 1359.